# Janvier 1935
Cette page présente les faits marquants du mois de janvier 1935.

## Événements
- Publication d'un livre sur les camps de concentration nazis : Les soldats du Marais sous la schlague des nazis : 13 mois de captivité dans les camps de concentration de Wolfgang Langhoff.

- 4 janvier : nouveaux « cents jours » aux États-Unis dans le cadre du New Deal.
- 5 janvier, Canada : feuilleton Le Curé de village (radio).
- 7 janvier : accords de Rome - La France cède à l’Italie des territoires au sud de la Libye et en Somalie et lui accorde une participation dans le chemin de fer Djibouti-Addis-Abeba. En contrepartie, Rome renonce au statut privilégié de ses ressortissants en Tunisie.
- 13 janvier :
  - France : référendum en Sarre : 90,8 % de Sarrois sont favorables au rattachement à l'Allemagne - La France permet à l'Allemagne de récupérer, dès le 1er mars la Sarre qui était sous tutelle de la SDN depuis 1919.
  - Conférence de Zunyi en Chine. Mao Zedong est nommé président du comité central du Parti communiste chinois, durant la « Longue Marche ». Il avance vers le nord. Tchang Kaï-chek marche vers le Sichuan.
- 22 janvier : dictature du roi Boris III en Bulgarie.
- 24 janvier : British India Act. La Birmanie est séparée de l’Inde britannique et est dotée d’un gouvernement autonome.
- 25 janvier : conférence des Oulemas (savants) de la Palestine, sous la présidence du Hadj Amin al-Husseini, à Jérusalem.
- 28 janvier :
  - émeutes et grèves à Saint Kitts (Antilles)[1].
  - Premier vol du Potez 620.
- 31 janvier : premier vol postal « régulier » avec publication d'un horaire entre Berre et Natal via Dakar. Le cadreur Forrestier effectue le voyage en tant que passager et immortalise cette expérience sur pellicule.

## Naissances
- 2 janvier : 
  - Jerry Grafstein, avocat et sénateur.
  - Jocelyn Delecour, athlète français.
- 3 janvier : Giovanni Lajolo, cardinal italien, gouverneur de l'État du Vatican.
- 4 janvier : 
  - Bhikhu Parekh, homme politique britannique, universitaire et pair à vie.
  - Floyd Patterson, boxeur Afro-Américain († 11 mai 2006).
- 7 janvier : Valery Kubasov, cosmonaute soviétique († 19 février 2014).
- 8 janvier : Elvis Presley, chanteur américain, roi du rock 'n' roll († 16 août 1977).
- 9 janvier : 
  - Bob Denver, acteur américain († 2 septembre 2005).
  - Brian Harradine, homme politique australien († 14 avril 2014).
- 10 janvier : Ronnie Hawkins, chanteur et acteur américano-canadien († 29 mai 2022).
- 14 janvier : Lucille Wheeler, skieuse alpine.
- 15 janvier : 
  - Jean-Serge Essous, jazzman, saxophoniste et clarinettiste congolais († 25 novembre 2009).
  - Marc Laferrière, musicien de jazz français.
  - Nam Sang-wan, tireur sportif sud-coréen.
  - Vagn Schmidt, kayakiste danois.
  - Robert Silverberg, écrivain et nouvelliste américain.
  - Koosje van Voorn, nageuse néerlandaise  († 5 août 2018).
- 18 janvier : Albert Millaire, comédien canadien († 15 août 2018).
- 19 janvier : François Couchepin, homme politique suisse et ancien chancelier de la Confédération suisse († 23 février 2023).
- 23 janvier : Jean Jarosz, député honoraire français, conseiller général du Nord et maire de Feignies.
- 26 janvier : Paula Rego, artiste plasticienne portugaise († 8 juin 2022).
- 30 janvier : 
  - Richard Brautigan, écrivain et poète américain († 14 septembre 1984).
  - Jean Tiberi, homme politique († 27 mai 2025).
- 31 janvier : 
  - Kenzaburō Ōe : écrivain japonais.
  - Mohammad-Taqi Mesbah Yazdi, homme politique iranien († 1er janvier 2021).

## Décès
- 6 janvier : Cecil Aldin, peintre et illustrateur anglais (° 28 avril 1870).
- 7 janvier : José Mange, peintre et poète français (° 10 janvier 1866).
- 13 janvier : Émile Pataud, dit le roi Pataud, syndicaliste français.